# Falcileptoneta musculina
Falcileptoneta musculina är en spindelart som först beskrevs av Komatsu 1961.  Falcileptoneta musculina ingår i släktet Falcileptoneta och familjen Leptonetidae. Inga underarter finns listade i Catalogue of Life.